# カプノサイトファーガ・カニモルサス
カプノサイトファーガ・カニモルサス（Capnocytophaga canimorsus）は通性嫌気性グラム陰性の桿菌で、人獣共通感染症の病原体である。イヌやネコの健康な歯肉の細菌叢の構成細菌である。
学名は、Capnocytophaga canimorsus。属名のCapnocytophagaは、二酸化炭素を要求することと、Cytophaga属に近縁と考えられたことから（現在では同じバクテロイデス門に属すもののやや離れていると考えられている）、καπνός（希;煙）+Cytophagaに由来し、種形容語canimorsusは、全体として「イヌによるかみ傷」（canis（羅;犬）+morsus（羅;かむこと、かみ傷））を意味し、犬の咬傷によって感染することから名づけられた。

## カプノサイトファーガ・カニモルサス感染症
主にイヌやネコなどによる咬傷・掻傷から感染し、発熱、倦怠感、腹痛、吐き気、頭痛などの症状を伴う。重症例では劇症の敗血症や髄膜炎を引き起こし、播種性血管内凝固症候群（DIC）や、敗血性ショック、多臓器不全に進行して死に至る事がある。脾臓摘出者がかかり易く、免疫機能の低下（アルコール中毒、糖尿病などの慢性疾患、免疫異常疾患、悪性腫瘍にかかっている方、高齢者など）が重症化に繋がりやすい。

### 予防法
動物との過度のふれあいは避け、動物と触れあった後は手洗いなどを確実に実行することが、厚生労働省により推奨されている。

### 診断方法
患者の体液を培養し、単離、同定するか、PCRを用いて検査する。

### 治療方法
有効な抗生物質にはペニシリン系やテトラサイクリン系がある。中にはβ-ラクタマーゼを産生する耐性菌もあり、ペニシリンを含むβ-ラクタム系抗生物質を使用する場合には、クラブラン酸やスルバクタム等のβ-ラクタマーゼ阻害剤との合剤を用いる方がよいとされる。(オーグメンチン®やユナシン®など)

### 相談窓口
国立感染症研究所獣医科学部第一室（03-5285-1111　内線2622）

### 発症例
- 2018年にアメリカ合衆国で飼い犬に足をなめられたと思われる男性が発症し、血行障害や血圧の低下により両手両脚の切断手術を余儀なくされた。家族は、当初インフルエンザと疑っていたが、次第に全身に炎症が出てバットで殴られたようだったと証言している[1]。2019年にも飼い犬に舐められた女性が発症、両手両脚の切断に至った[2]。
- 2022年、女優のチャールビ・ディーン[2009年に交通事故により脾臓を摘出]がカプノサイトファーガを起因とする敗血症により死去した[3]。